# GIF 아트

GIF 아티스트 쇼림의 애니메이션 작품 "Ars Longa" (2013년)

GIF 아트(GIF art)는 1987년에 처음 등장한 디지털 아트의 한 형태이다. 애니메이션 GIF를 위한 기술은 수년에 걸쳐 점점 더 발전해 왔다. 2010년 이후 새로운 세대의 예술가들은 월드 와이드 웹에서 창의성을 표현할 수 있는 잠재력을 실험하는 데 집중했다. 인터넷에 대한 대량 접속으로 인해 GIF는 텀블러 (마이크로블로그) 및 Giphy와 같은 소셜 플랫폼을 통해 온라인으로 빠르게 퍼져나가고 새로운 형태의 예술로 인식될 수 있었다.
GIF 아트는 1987년부터 존재해 왔으며 2000년 이후 몇 년 동안 관객의 관심을 점점 더 많이 받고 있다. 현대 미술관과 영상 박물관(뉴욕시)과 같은 기관은 많은 젊은 예술가들 사이에서 인기가 있다.
GIF 아트 애니메이션은 전 세계 갤러리와 페스티벌에 전시되었다. 일부 작품은 물리적인 렌티큘러 인쇄 이미지의 형태로 전시된다.

## 같이 보기
- 애니메이션
- 그래픽 디자인
- 컴퓨터 아트
- 컴퓨터 그래픽스
- 미디어 아트